# Пандемія хвороби, яку спричинює вірус Зіка
Пандемія хвороби, яку спричинює вірус Зіка (англ. Zika disease pandemia) — експлозивне значне світове поширення хвороби, яку спричинює вірус Зіка у 73 країнах та територіях світу, у 67 з яких воно відбулось з 2015 року. Хвороба, яку спричинює вірус Зіка (англ. Zika virus disease; Zika fever; також — гарячка Зіка) — гостре інфекційне захворювання, яке зумовлює вірус Зіка з роду Flavivirus.
Детальніші відомості з цієї теми ви можете знайти в статті Хвороба, яку спричинює вірус Зіка.
Останнього часу хвороба привернула пильну увагу до себе через виникнення пандемії, легке зараження мандрівників, а також через імовірність уражень нервової системи у вигляді, в першу чергу, синдром Гієна — Барре, про що повідомила вже 21 країна та територія, а ще й високої тератогенної дії вірусу, яку підозрюють через збільшення кількості новонароджених з вродженою вадою — мікроцефалією, що виявлено на сьогодні у ендемічних по вірусу районах Бразилії, а також ще 27 територіях і країнах.

## Пандемія хвороби (2015—2016 роки)

### Історія відкриття вірусу та його первинного ареалу
У 1947 році вчені, які досліджували жовту гарячку, в однієї з мавп, яку спіймали у лісі Зіка (на мові аборигенів «зіка» буквально означає «зарослі») недалеко від науково-дослідного інституту в Ентеббе, Уганда, на висоті гарячки було проведено вірусологічне дослідження крові. Вчені чекали на виявлення звичного вірусу жовтої гарячки, але виділений ними агент хоча й належав до флавівірусів, але до цього не був відомий, тому вони його описали аж у 1952 році, як вірус Зіка. У 1948 році вірус знайшли в організмі комарів Aedes africanus в Ентеббе, які в подальшому ідентифікували як вірус Зіка. У 1952 році в Уганді, Танзанії та 1954 році в Нігерії вірус вдалося виділити від людини. З часу відкриття до 2007 року підтверджені випадки Зіка-вірусної інфекції в Африці і Південно-Східній Азії були рідкісні.

### Поширення за межі ареалу
Але у 2007 році спочатку виникла велика епідемія хвороби на островах Мікронезії, а трохи по тому, в Полінезії, спалах поширився на острови Кука й Нову Каледонію.
2007 рік слід вважати новою віхою у значимості цієї хвороби, адже великий спалах в Океанії показав, що вірус Зіка здатний поширюватися далеко за межі свого первинного ареалу в Африці. Упродовж декількох років хвороба поширилась Океанією, а 2015 року її було виявлено у Південній та Центральній Америці, починаючи з Бразилії та Колумбії. На 18 січня 2016 року хворобу серед людей було зареєстровано вже у 24 країнах цього регіону, в тому числі, й в Мексиці. З того часу частина дослідників вважають таке поширення вибуховою пандемією, зважуючи що нині хвороба охопила обидві Америки, Океанію, деякі регіони Азії та Африки.

### Початок пандемії
Станом на 21 грудня 2015 року влада Франції сповістила про випадки хвороби на території своїх двох заморських департаментів — Французької Гвіани та Мартиники і на 18 січня — про випадки захворювання на території ще 2-х своїх заморських департаментів — на Сент-Мартені та Гваделупі. 31 грудня 2015 року влада США сповістила світову спільноту, що перший випадок хвороби підтверджено на теренах країни у Пуерто-Рико, а станом на 25 січня 2016 року про перший випадок на Віргінських островах, що належать США.

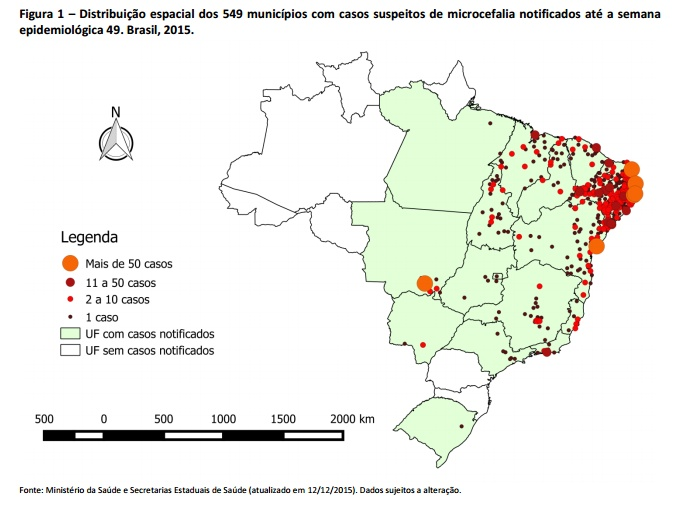
Мапа поширення випадків мікроцефалії в Бразилії станом на 15 грудня 2015 року. Поширеність цієї вродженої вади пов'язують з тератогенною дією на плода вірусу Зіка.

Головною проблемою, яка привернула увагу, виявилось збільшення кількості народжень у певних регіонах Бразилії з високою поширеністю гарячки Зіка, дітей з вродженою вадою — мікроцефалією, що спонукало до розгортання комплексної програми досліджень, яка має вирішити цю проблему. Станом на 2 січня 2016 року зареєстровано на національному рівні 3 174 підозрюваних випадків мікроцефалії, зокрема 38 смертей. Про такі випадки сповіщено з 684 муніципалітетів 21 федеральної одиниці. Північносхідний регіон має найбільшу кількість таких випадків. Адже таку потенційну тератогенну силу не мають навіть ті вірусні хвороби (наприклад, краснуха), у яких це підтверджено раніше. Деякі дослідники заперечують такий зв'язок, зокрема, висловлюють думки про те, що причиною є техногенне забруднення та масова вакцинація від краснухи, яку проводять у цих районах, але достеменно це не встановлено, на сьогодні проводять розслідування. Зв'язок цієї хвороби з мікроцефалією у новонароджених, які народилися від інфікованих матерів, на даний час вважають найімовірнішим, про це свідчать результати розтину окремих померлих дітей з явищами мікроцефалії, проте фахівці з боротьби з поширенням інфекційних хвороб застерігають поки що від безапеляційних висновків про абсолютний зв'язок та наголошують на необхідності проводити подальші всеосяжні ґрунтовні комплексні дослідження.
Згідно зі сповіщенням ВООЗ, у Сальвадорі спостерігали незвичне збільшення кількості захворілих на синдром Гієна — Барре. Середньорічне число захворілих на цей синдром у цій країні складає 169. Але від 1 грудня 2015 року по 6 січня 2016 року зареєстровано вже 46 випадків цього ураження нервової системи, зокрема 2 смерті. Проводять комплекс різноманітних досліджень, в тому числі, направлених на виявлення можливого зв'язку між синдромом Гієна — Барре й вірусом Зіка.

### Визнання ВООЗ поширення хвороби, яку спричинює вірус Зіка, пандемією та надзвичайною ситуацією в галузі світової охорони здоров'я
У зв'язку із світовою загрозою хвороби, яку спричинює вірус Зіка, ВООЗ терміново скликала на 1 лютого 2016 року засідання комітету Міжнародних медико-санітарних правил (ММСП). Комітет мав вирішити питання чи вважати цей спалах таким, що може являти надзвичайну ситуацію в галузі світової охорони здоров'я та підлягає регуляції цими правилами. Хоча причинно-наслідковий зв'язок між інфекцією, яку чинить вірус Зіка, та вродженими дефектами і неврологічними синдромами поки не встановлено, але існує сильна підозра такої потенції. У найближчі тижні ВООЗ також скликає експертів для вирішення важливих прогалин у знаннях про вірус Зіка і його потенційного впливу на вагітних, людських ембріонів, дітей і дорослих.
Як і передбачалось, 1 лютого 2016 року Комітет Міжнародних медико-санітарних правил визнав гарячку Зіка, такою, що виявила здатність чинити серйозний вплив на здоров'я населення і може швидко поширюватися в міжнародних масштабах та увійшла до переліку подій, які спричинили та мають високу здатність і надалі спричиняти надзвичайну ситуацію в галузі охорони здоров'я.. Таким чином, ВООЗ внесло хворобу до додатку 2 Міжнародних медико-санітарних правил 2005 року (з переглядом 2016 року) до таких інфекційних хвороб, як чума, гарячка Західного Нілу, жовта гарячка тощо, та об'явило по суті про наявність у світі пандемії цієї хвороби.
З початку дії цих правил у 2005 році ВООЗ вносила до регулятивної частини як надзвичайну подію:
- у 2009 році пандемію грипу H1N1,
- у 2014 році, коли існували побоювання повернення поліомієліту на звільнені від циркуляції дикого поліовірусу території,
- в серпні 2014 року через виникнення найтяжчої епідемії хвороби, яку спричинює вірус Ебола[19].

### Подальший перебіг пандемії (2016 рік)
У період з січня 2014 року до 5 лютого 2016 року загалом задокументовано наявність гарячки Зіка у 44 країнах та територіях світу. Влада Кабо-Верде сповістила, що у цій африканській країні з жовтня 2015 року по 17 січня 2016 року відбувся спалах цієї хвороби з ураженням 7 081 людини. Влада Французької Полінезії сповістила, що 8 750 випадків хвороби було зареєстровано у 2013—2015 роках. Бразильська влада оцінює, що з початку спалаху на її території відбулось випадків хвороби, яку спричинює вірус Зіка, в межах між 497 593 і 1 482 701. У Колумбії відбулось 20 297 випадків захворювання. 33 країни з них повідомили про автохтонну циркуляцію вірусу Зіка. Існує також непрямі свідчення про можливість місцевої передачі у 6 країнах. Сім країн повідомили про збільшення числа випадків мікроцефалії і /або синдрому Гієна — Барре одночасно з навалою вірусу Зіка. Географічний розподіл хвороб, яку спричинює вірус Зіка, неухильно зростає, подальше поширення інфекції в країнах в рамках географічного діапазону основного переносника хвороби — комарів Aedes вважають ймовірним. З жовтня 2015 року різко зросла кількість випадків народження дітей з мікроцефалією у Бразилії. Якщо протягом 2001—2014 років в середньому в цій країні реєстрували 163 випадки мікроцефалії, то за період від жовтня 2015 року до 30 січня 2016 року вже зареєстровано 4 783 випадки, зокрема 76 смертей. 17 випадків підтверджено виявленням вірусу Зіка. Перевищення середньорічного числа мікроцефалій також зафіксовано у Французькій Полінезії. Бразилія, Колумбія, Сальвадор, Суринам та Венесуела сповістили про збільшення кількості розвитку синдрому Гієна — Барре, про що вже раніше сповіщали з Французької Полінезії у 2013—2014 роках.
Панамериканська організація охорони здоров'я повідомила, що за період 27—30 січня 2016 року хворобу, яку спричинює вірус Зіка, зареєстровано на Коста-Рика, Кюрасао, Ямайці та Нікарагуа. Згідно сповіщення ВООЗ від 7 січня 2016 року перший випадок хвороби, яку спричинює вірус Зіка, виявлено у фінського громадянина, який провів декілька місяців на Мальдівах.Французька влада 25 січня 2015 року сповістила про 2 випадки синдрому Гієна — Барре на французькому заморському департаменті МартиніціНа 22 січня 2016 року бразильська медична влада сповістила, що на національному рівні зареєстровано між листопадом 2015 року і січнем 2016 року 1 708 випадків синдрому Гієна — Барре. У штаті Алагоас кількість випадків цього синдрому збільшилась на 516,7 % відносно рівня 2014 року, у більшості інших штатів, де виявлено зростання цього синдрому, кількість випадків перевищила більше ніж на 100 %. Щонайменше 12 груп працюють над вакцинами проти хвороби, яку спричинює вірус Зіка. Усі вони знаходяться на ранніх стадіях розробки та можливе ліцензування очікують у найліпшому сценарії через декілька років. Деякі наукові дослідження проводять по тих же напрямках, які використовують для профілактики малярії. Створення генетично модифікованих комарів розглядають на сьогодні як один з найбільших напрямків досліджень задля припинення поширення хвороби.
У період з 30 січня по 2 лютого 2016 року національні координатори по ММСП Колумбії та Венесуелі повідомили ВООЗ про збільшення випадків синдрому Гієна — Барре на національному рівні. За 5 тижнів епідеміологічних спостережень у Колумбії було зареєстровано 86 таких випадків. В середньому, Колумбія реєструє 242 випадків синдрому на рік або близько 19 — на місяць або 5 випадків на тиждень. Про 86 випадків повідомили за ці 5 тижнів, що в 3 рази вище, аніж середня очікувана кількість випадків за 6 попередніх років. Початкові спостереження показали, що усі 86 зареєстрованих випадків синдрому перебігають з симптомами, які можуть бути при хворобі, яку спричинює вірус Зіка. У Венесуелі з 1 січня по 31 січня 2016 року було зареєстровано 252 випадків синдрому Гієна — Барре з можливим зв'язком з хворобою, яку спричинює вірус Зіка.
Медичні органи США 16 січня 2016 року сповістили ВООЗ про народження малюка з мікроцефалією на тлі підтвердженої інфекції, яку спричинює вірус Зіка, у штаті Гаваї. Також 5 лютого 2016 року США сповістило ВООЗ про ще один підтверджений випадок зараження вірусом Зіка статевим шляхом. Зараження одного з статевих партнерів вірусом Зіка відбулось під час мандрівки до Венесуели. По приїзду до США він перехворів на хворобу, яку спричинює цей вірус, з наявністю усіх характерних симптомів. За день до появи у себе симптомів хвороби та один раз протягом хвороби він мав сексуальні стосунки з партнером, що не виїжджав у мандрівку. Через тиждень від щезнення симптомів у першого партнера, у другого розвинулась хвороба, яку спричинює вірус Зіка, зі всіма її проявами. Наявність її у обох партнерів підтвердили за допомогою верифікуючих лабораторних тестів.
Як було повідомлено 16 лютого 2016 року, ВООЗ розпочала глобальну Стратегію реагування і спільних операцій, аби скоординувати та направити міжнародні заходи на припинення поширення інфекції, яку спричинює вірус Зіка, вроджених вад і неврологічних розладів, пов'язаних з нею. Стратегія спрямована на мобілізацію та координацію партнерів, досвіду і ресурсів, щоб допомогти країнам посилити нагляд за поширенням вірусу Зіка і розладів, які можуть бути пов'язані з ним, впровадити ефективний контроль за переносником хвороби, ефективні запобіжні заходи, надавати адекватну медичну допомогу постраждалим, спонукати до швидкого дослідження і кінцевої розробки та впровадження у медичну практику вакцин, засобів діагностики і терапії. Для реалізації цього ВООЗ має залучити 56 млн доларів США.
15-16 лютого 2016 року ВООЗ повідомила про перші автохтонні випадки хвороби, яку спричинює вірус Зіка, у суб'єкті федерації Королівства Нідерланди країні Аруба та нідерландському муніципалітеті острові Бонайре, які розташовані у південній частині Карибського регіону на північ від узбережжя Венесуели. 15 лютого 2016 року один випадок було верифіковано на острові Бонайре, а 16 лютого було підтверджено 7 випадків на острові Аруба, серед яких три — у корінних жителів острова, а інші у мандрівників. Разом з тим сповіщено, що на континентальній частині Нідерландів вже підтверджено 24 випадки хвороби, яку спричинює вірус Зіка. Усі вони завезені мандрівниками з Суринаму та Аруба.
29 лютого 2016 року ВООЗ повідомила про те, що 18 лютого цього року зареєстровано перший випадок хвороби, яку спричинює вірус Зіка, у Тринідад і Тобаго — острівній країні, яка входить до Карибського регіону, розташована неподалік узбережжя Венесуели. Випадок медичні фахівці вважають автохтонним.
1 березня 2016 року ВООЗ повідомила про те, що 25 лютого цього року зареєстровано перший випадок хвороби, яку спричинює вірус Зіка, у Сент-Вінсент і Гренадини — острівній країні, яка входить до Карибського регіону, розташована на Навітряних островах. Випадок місцеві лікарі вважають автохтонним.

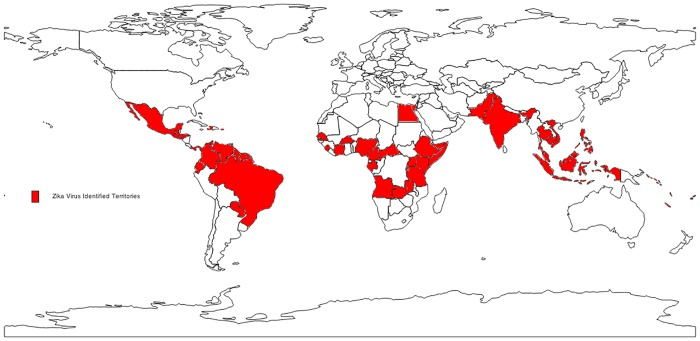
Мапа світового поширення хвороби, яку спричинює вірус Зіка, станом на 2 березня 2016 року

4 березня 2016 року ВООЗ повідомила про 2 підтверджених 26 лютого 2016 року випадки хвороби, яку спричинює вірус Зіка, на острові Сінт-Мартен, що є самокерованою державою у складі Королівства Нідерландів, який розташований у західній частині Карибського регіону. Один із захворілих є туристом, інший — житель острова. Також цього дня було сповіщено, що з 1 січня 2007 року по 3 березня 2016 року загалом 52 країни світу сповістили про виявлення на своїх територіях автохтонних випадків хвороби, яку спричинює вірус Зіка. 8 з цих країн повідомили про незвичне збільшення на їх теренах кількості випадків синдрому Гієна — Барре.
7 березня 2016 року ВООЗ повідомила про те, що 29 лютого та 1 березня 2016 року були підтверджені випадки хвороби, яку спричинює вірус Зіка, на території Аргентини і Франції. В Аргентині — це перший автохтонний випадок цієї хвороби, який вдібувся у жінки з провінції Кордоба. Але підозрюють, що жінка отримала зараження через незахищений статевий акт, якій відбувся в неї з людино, що повернулася до того з Колумбії, проводять відповідні дослідження. У Франції — це перший випадок доказаного статевого зараження вірусом Зіка. Тоді ж було сповіщено про результати дослідження зв'язку між хворобою, яку спричинює вірус Зіка, та синдромом Гієна — Барре, яке лікарі провели у Французькій Полінезії, де протягом 2013—2014 років відбувся найбільший спалах хвороби з ураженням 32 000 людей (11,5 % популяції цього регіону). При цьому спалаху було виявлено 42 випадки синдрому Гієна — Барре. Хворі на цей синдром були всебічно обстежені, в них було виявлені антитіла до вірусу Зіка та денге. При цьому тільки до вірусу Зіка були знайдені антитіла класу IgM, які свідчать про гостроту процесу. Усі інші можливі причини виникнення цього синдрому були виключені. На сьогодні проводять дослідження, які мають розв'язати питання, чи тільки вірус Зіка винний у виникненні цього синдрому, чи він відбувається з певних причин у хворих на хворобу, яку спричинює вірус Зіка, на тлі імунітету до вірусу денге.
Друге засідання Комітету Міжнародних медико-санітарних правил 8 березня 2016 року обговорило питання можливого зв'язку між хворобою, яку спричинює вірус Зіка, та неврологічним розладом — синдромом Гієна — Барре і вродженою аномалією — мікроцефалією. Було відмічено, що все більш імовірним ввижається між ними прямий зв'язок, але остаточний висновок робити ще зарано, тому Комітет і ВООЗ закликають до всеосяжного продовження наукових досліджень та їхній інтенсифікації задля швидшого вирішення цього питання.
Станом на 16 березня 2016 року передачу вірусу Зіка підтверджено загалом у 59 країнах та територіях. Куба та Домініканська республіка повідомили про перші автохтонні випадки хвороби, яку спричинює вірус Зіка, на своїй території. У 12 країнах зареєстровано незвичну кількість випадків синдрому Гієна — Барре, що пов'язують з циркуляцією вірусу.
Європейське бюро ВООЗ 18 березня 2016 року повідомило, що у зимовий період в Європі передача вірусу Зіка не є актуальною через зимову сплячку комарів, але на літо є високий ризик можливості такої передачі через те, що мінімум у 20 країнах Європи проживає комар А. albopictus, який здатен переносити вірус Зіка. Через це ці країни мають бути готові до запобігання поширенню цього вірусу.
За повідомленням ВООЗ в Кабо-Верде виявлено перший випадок мікроцефалії на тлі спалаху хвороби, як спричинює вірус Зіка, у цій острівні державі. Хоча спалах загалом зменшується, але 33 підозрюваних випадків було зареєстровано на 2 з 9 островів Кабо-Верде з 29 лютого по 6 березня 2016 року. Серед 7 490 підозрюваних випадків хвороби, про які було повідомлено в період від 21 жовтня 2015 до 6 березня 2016 року, 165 були у вагітних жінок, з яких 44 вже народили без будь-яких ускладнень або відхилень. ВООЗ надіслала у країну команду з різних медичних фахівців для надання допомоги і вирішення питання про зв'язок випадку мікроцефалії з циркуляцією вірусу Зіка в Кабо-Верде.. Тоді ж ВООЗ повідомила про 2 випадки виникнення синдрому Гієна — Барре у хворих з підтвердженою хворобою, яку спричинює вірус Зіка, в США. Обидва пацієнти прибули з країн Карибського регіону. 29 березня 2016 року ВООЗ повідомила про перший випадок синдрому Гієна — Барре в Панамі у хворого з підтвердженою наявністю вірусу Зіка та про перший випадок народження там дитини з мікроцефалією та теж наявністю в організмі цього вірусу. 24 березня 2016 року медичні органи Франції сповістили ВООЗ про перший підтверджений випадок мікроцефалії, пов'язаної з зараженням вірусом Зіка, на території країни. У вагітної із заморського французького департаменту Мартиніка, яка підтверджено перенесла хворобу, що спричинює вірус Зіка, протягом січня 2016 року, на 22-му тижні вагітності в амніотичній рідині та крові людського ембріона було виявлено вірус Зіка, а в самого плода — ознаки мікроцефалії
Станом на 5 квітня 2016 року Регіональний центр по запровадженню ММСП 2005 року повідомив ВООЗ про 2 автохтонні позитивні випадки хвороби, яку спричинює вірус Зіка, на території В'єтнаму. До цього при дослідженні в ПЛР 1 215 зразків крові, які були зібрані від людей з 32 провінцій країни, жодного позитивного результату не було отримано. Таким чином, це перші доказані випадки хвороби на теренах країни.
13 квітня 2016 року вчені американського Центру з контролю і профілактики захворювань (CDC) прийшли до висновку після ретельного аналізу отриманих доказів, що вірус Зіка є безпосередньою причиною виникнення мікроцефалії та інших тяжких дефектів головного мозку у плода. «Це дослідження знаменує собою поворотний момент у вивченні особливостей перебігу хвороби, яку спричинює вірус Зіка. Тепер ясно, що вірус Зіка породжує мікроцефалію. Ми також ініціюємо подальші дослідження, щоб визначити чи діти з мікроцефалією, народжених від матерів, інфікованих вірусом Зіка, є тільки вершиною айсберга тих проблем, що ми могли поки що спостерігати стосовно згубного впливу вірусу на мозок та його роль в інших проблемах розвитку» — сказав Том Фріден, доктор медичних наук, директор CDC. «Тепер ми підтвердили те, що наше попереднє керівництво для вагітних жінок і їх партнерів щодо запобігання Зіка-вірусної інфекції є правильним, що треба ще більше поінформувати медичних працівників, які доносять пацієнтам важливу профілактичну інформацію щодня». Але ВООЗ, відмічаючи високу ймовірність такого зв'язку, поки що не спішить підтвердити це, вважаючи що мають бути проведені додаткові ґрунтовні дослідження, що організація підтвердила у оновленому бюлетені про хворобу, яку спричинює вірус Зіка.
ВООЗ 26 березня 2016 року повідомила, що в Чилі виявлено та підтверджено перший на континентальній частині країни випадок статевого зараження вірусом Зіка від партнера, що до того був у країні з відомою циркуляцією вірусу Зіка, за відсутності в Чилі комарів-переносників роду Aedes. Практично одночасно, 17 квітня 2016 року ВООЗ повідомила про перший підтверджений випадок статевої передачі вірусу Зіка в Перу. Зараження жінки відбулось від статевого партнера, який до цього виїздив до країн, де підтверджено циркуляцію вірусу, а по приїзду хворів на хворобу, яку спричинює вірус Зіка. Жінка в анамнезі не мала свідчень про виїзди за межі Перу.
20 квітня 2016 року ВООЗ поінформувала спільноту про перші 2 автохтонні підтверджені випадки хвороби, яку спричинює вірус Зіка, на Сент-Люсії. Один з випадків — це ураження вагітної жінки на 9 тижні вагітності.
ВООЗ 22 квітня 2016 повідомила, що згідно рапорту Національного департаменту охорони здоров'я Папуа Нової Гвінеї станом на березень 2016 року в країні ретроспективно підтвердили 6 автохтонних випадків хвороби, яку спричинює вірус Зіка, що відбулись з липня 2014 року.
ВООЗ у своєму прес-релізі від 18 травня 2016 року застерегла країни Європи від зменшення боротьби з комарами Aedes, адже прогнозує поширення вірусу протягом кінця весни — літа 2016 року на південні країни цього регіону. ВООЗ закликає тримати напоготові усі заходи швидкого реагування задля швидкого унеможливлювання подальшого поширення локальної передачі вірусу, якщо вона десь виникне у цих країнах.
ВООЗ повідомила, що 3-тя нарада Комітету Міжнародних медико-санітарних правил з питань хвороби, яку спричинює вірус Зіка, констатувала, що кількість неврологічних ускладнень хвороби та виникнення вроджених вад у новонароджених явно збільшується. Комітету було доручено розглянути потенційний ризик виникнення цих ускладнень для масових зборів людей — Олімпійських та Паралімпійських ігор, що мають відбутися у Бразилії в серпні-вересні 2016 року. Комітет погодився з міжнародним науковим консенсусом, досягнутим з моменту 2-ї наради Комітету 8 березня 2016 року, що вірус Зіка є причиною мікроцефалії і неврологічних розладів, і, отже, ця хвороба і пов'язані з нею вроджені вади та неврологічні розлади є для громадської охорони здоров'я надзвичайною ситуацією, що має міжнародне значення. Комітет зазначив, що масові заходи, такі як Олімпійські та Паралімпійські ігри, можуть об'єднати значну кількість сприйнятливих осіб і таким чином становити небезпеку для окремих осіб, привести до посилення передачі хвороби та потенційно сприяти міжнародному поширенню її. Комітет зазначив, що окремі ризики в областях передачі такі ж, як і за відсутності проведення масових заходів, і можуть бути зведені до мінімуму за допомогою ефективних попереджувальних заходів громадської охорони здоров'я. Комітет підтвердив і оновив свої рекомендації Генеральному директору щодо профілактики інфекції у мандрівників наступним чином:
- вагітним жінкам слід не рекомендувати поїздки до районів автохтонної циркуляції вірусу Зіка; вагітні жінки, чиї партнери іздили до зазначених районів, повинні використати безпечну сексуальну практику або утримуватися від сексу протягом усього терміну вагітності.
- мандрівники до цих районів повинні отримати консультації про потенційні ризики та відповідні заходи, щоб зменшити можливість зараження через укуси комарів і передачі інфекції статевим шляхом, і, після повернення, їм слід вжити відповідних заходів, в тому числі з використанням практики безпечного сексу, щоб зменшити ризик подальшої передачі вірусу.

Комітет дійшов висновку, що існує дуже низький ризик подальшого міжнародного поширення вірусу Зіка в результаті проведення Олімпійських і Паралімпійських ігор, адже Бразилія прийматиме ці ігри під час місцевого зимового сезону, коли інтенсивність автохтонної передачі арбовирусов, таких, що передають гарячку денге і Зіка, буде мінімальною і посилення заходів по боротьбі з переносниками у місцях проведення ігор повинне ще більше знизити ризик передачі інфекції.

Комітет підтвердив свої колишні рекомендації в тому, що не повинно бути ніяких загальних обмежень на поїздки і торгівлю з країнами, областями та/або територіями з передачею вірусу Зика, в тому числі у міста Бразилії, які прийматимуть у себе Олімпійські та Паралімпійські ігри. Комітет представив додаткові рекомендації для Генерального директора ВООЗ для проведення масових заходів, Олімпійських та Паралімпійських ігор, що виглядають наступним чином:
- Країни, спільноти і організації, які проводять масові заходи в районах, постраждалих від епідемії хвороби, яку спричинює вірус Зіка, слід провести оцінку потенційних ризиків від проведення заходів і підвищити рівень профілактичних дій, щоб зменшити ризик зараження вірусом Зіка.
- Бразилія повинна продовжувати свою роботу по боротьбі з переносниками навколо міст і місць, які приймають Олімпійські та Паралімпійські ігри, своєчасно і в адекватному обсязі інформувати про це мандрівників, забезпечити наявність достатньої кількості репелентів і презервативів для спортсменів та гостей.
- Країни мандрівників до Олімпійських і Паралімпійських ігор повинні забезпечити, щоб ці люди у повній мірі були поінформовані про ризики зараження вірусом Зіка, особисті захисні дії, які слід вжити, щоб зменшити ці ризики, а також заходи, які вони повинні виконати, якщо вони підозрюють, що в них відбулось зараження. Країни повинні також встановити протоколи для обстеження мандрівників на основі рекомендацій ВООЗ.
- Країни повинні діяти у відповідності з керівними вказівками ВООЗ про масові заходи в контексті запобігання епідемій вірусу Зіка, які будуть оновлюватися в міру надходження додаткової інформації про ризики, пов'язані з вірусною інфекцією Зика і фактори, що впливають на національне та міжнародне поширення вірусу.

Станом на 6 липня 2016 року 65 країн та територій повідомили про наявність у себе передачі вірусу Зіка, з них 62 відмітили, що така передача в них з'явилась після 2015 року. Центри по контролю за захворюваннями (CDC) повідомили про 7 випадків народження дітей з вродженими вадами та 5 випадків вагітності з штучними пологами через наявність таких вад у плода, де було встановлено зв'язок із зараженням вірусом Зіка.
Станом на 27 липня 2016 року ВООЗ повідомила про наявність циркуляції вірусу Зіка у 67 країнах та територіях, з них 65 відмітили, що така передача в них з'явилась після 2015 року. 11 країн відзначили в себе епізоди статевої передачі вірусу. 2 випадки автохтонної передачі зареєстрували в США, в штаті Флорида. 14 країн відмітили в себе розвиток синдрому Гієна — Барре, що пов'язують з циркуляцією вірусу. Американські центри з контролю захворювань (CDC) виявили 12 випадків народжень немовлят з вродженими вадами, що пов'язали із зараженням вірусом Зіка, і 6 випадків загибелі плодів з вадами розвитку, де були знайдені лабораторні ознаки присутності вірусу.
Станом на 3 серпня 2016 року вже 68 країн та територій повідомили ВООЗ про наявність в них циркуляції вірусу Зіка. З них 65 відмітили, що така передача в них з'явилась після 2015 року. В цілому, глобальна оцінка ризиків не змінилася. Вірус Зіка продовжує поширюватися географічно в тих областях, де присутні відповідні переносники. Хоча про зниження кількості випадків хвороби повідомили деякі країни або деякі частини їх, але пильність повинна залишатися високою. На даному етапі, на підставі наявних доказів немає підстав говорити про загальне зниження захворюваності в осередку пандемії.
Станом на 10 серпня 2016 року вже 69 країн та територій повідомили ВООЗ про наявність в них циркуляції вірусу Зіка. З них 66 відмітили, що така передача в них з'явилась після 2015 року. За тиждень спостереження Кайманові острови сповістили про перший випадок у себе. 15 країн повідомили, що на їхніх територіях є випадки народження немовлят із мікроцефалією, яку пов'язують з вірусом Зіка, Канада вперше сповістила про таке цього тижня. 16 країн відмітили в себе розвиток синдрому Гієна — Барре, що пов'язують з циркуляцією вірусу.
12 серпня 2016 року президент США Барак Обама оголосив режим надзвичайної ситуації у сфері охорони здоров'я на території Пуерто-Рико через спалах захворювання, яке спричинює вірус Зіка. Про це повідомило Міністерство охорони здоров'я США. Така дія відбулась через те, що в країні вже зареєстрували понад 10 тисяч інфікованих, серед яких багато вагітних жінок. Фактична кількість хворих може бути набагато більшою, оскільки хвороба часто проходить безсимптомно. Існує побоювання того, що до кінця року може заразитися чверть населення острівної держави.
17 серпня 2016 року вже 70 країн та територій повідомили ВООЗ про наявність в них циркуляції вірусу Зіка. З них 67 відмітили, що така передача в них з'явилась після 2015 року. За минулий тиждень спостереження Багамські острови сповістили про перший випадок реєстрації хвороби в себе. 17 територій та країн повідомили, що на їхніх територіях є випадки народження немовлят із мікроцефалією, яку пов'язують з вірусом Зіка, Гондурас та Суринам вперше повідомили про таке цього тижня. 18 країн відмітили в себе розвиток синдрому Гієна — Барре, що пов'язують з циркуляцією вірусу. Коста-Рика і Гватемала вперше цього тижня сповістили про таке на своїх теренах. Американські центри з контролю захворювань (CDC) виявили 17 випадків народжень немовлят з вродженими вадами, що пов'язали із зараженням вірусом Зіка, і 6 випадків загибелі плодів з вадами розвитку, де були знайдені лабораторні ознаки присутності вірусу, у США та їхніх територіях.
Станом на 24 серпня 2016 року за тиждень спостереження за перебігом пандемії після закінчення Літніх Олімпійських ігор 2016 року посилення передачі хвороби не відзначили. Не виявлено жодного випадку, пов'язаного з Олімпіадою. Такою ж самою залишилася кількість країн та територій, де зафіксували раніше передачу вірусу Зіка — 70. Вже 20 територій та країн повідомили, що на їхніх територіях є випадки народження немовлят із мікроцефалією, яку пов'язують з вірусом Зіка, Коста-Рика, Домініканська Республіка та Гаїті це зробили вперше. Кількість країн, які відмітили в себе розвиток синдрому Гієна — Барре, що пов'язують з циркуляцією вірусу, залишилась на попередньому рівні — 18.
Станом на 1 вересня 2016 року за тиждень спостережень за перебігом пандемії вже 72 країни та території повідомили ВООЗ про наявність в них циркуляції вірусу Зіка. З них 69 відмітили, що така передача в них з'явилась після 2015 року. За минулий тиждень спостереження Британські Віргінські острови та Сингапур сповістили про перші випадки реєстрації хвороби в себе. 20 територій та країн повідомили, що на їхніх теренах зареєстровані випадки народження немовлят із мікроцефалією, яку пов'язують з вірусом Зіка. Кількість країн, які відмітили в себе розвиток синдрому Гієна — Барре, що пов'язують з циркуляцією вірусу, залишилась на попередньому рівні. ВООЗ наголошує, що мають бути продовжені інтенсивні протиепідемічні заходи в Бразилії, де в Ріо-де-Жанейро протягом 7-18 вересня 2016 року мають бути проведені літні Паралімпійські ігри, задля забезпечення незараження хворобою для всіх спортсменів, волонтерів, гостей і жителів.
1 вересня 2016 року відбулось 4-е засідання Комітету Міжнародних медико-санітарних правил з питань хвороби, яку спричинює вірус Зіка, яке підтвердило, що стосовно цієї хвороби потрібно й надалі підтримувати рівень події, яка виявила здатність чинити серйозний вплив на здоров'я населення і продовжує поширюватися в міжнародних масштабах, через що вона увійшла до переліку подій, які спричинили та мають високу здатність і надалі спричиняти надзвичайну ситуацію в галузі охорони здоров'я. Через це Комітет закликав країни продовжувати необхідні протиепідемічні заходи, наукові дослідження, тощо. Слід продовжувати виконувати усі рекомендації і настанови. які були до цього впроваджені ВООЗ.
Станом на 21 вересня 2016 року за попередні 2 тижня спостережень за перебігом пандемії вже 73 країни та території повідомили ВООЗ про наявність в них циркуляції вірусу Зіка. З них 71 відмітила, що така передача в них з'явилась після 2015 року. За минулий тиждень спостереження країна Сент-Кіттс і Невіс сповістила про перші випадки реєстрації хвороби на своїй території. Сингапур, Філіппіни, Малайзія, В'єтнам, Таїланд продовжили реєструвати нові випадки хвороби. 21 територія та країна повідомила, що на їхніх теренах зареєстровані випадки народження немовлят із мікроцефалією, яку пов'язують з вірусом Зіка. Гватемала це зробила вперше. 19 країн або територій відмітили на своїх теренах випадки синдрому Гієна — Барре, що пов'язують з циркуляцією вірусу. Еквадор це зробив вперше. ВООЗ наголошує, що мають й надалі бути продовжені інтенсивні протиепідемічні заходи.

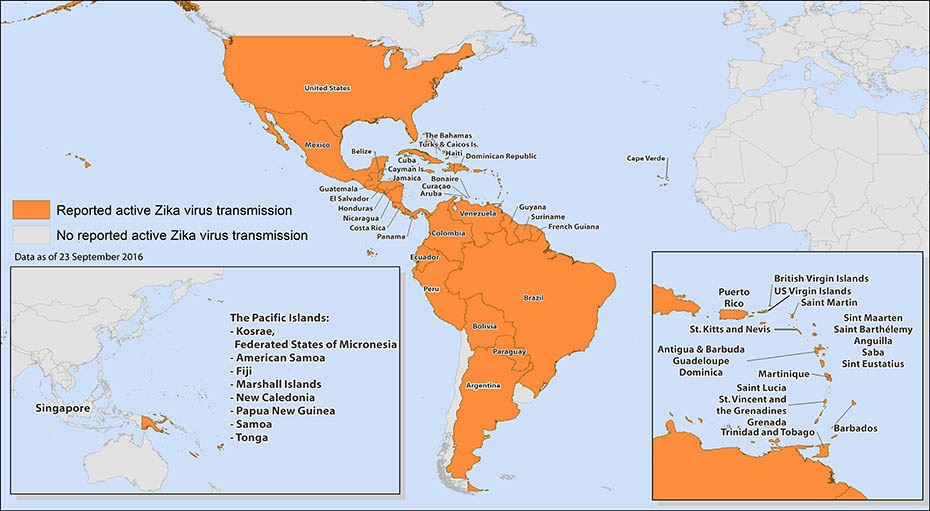
Мапа поширення хвороби, яку спричинює вірус Зіка, в регіоні Америка станом на 28 вересня 2016 року

Станом на 28 вересня 2016 року за попередній тиждень спостережень за перебігом пандемії кількість країн та територій, які повідомили ВООЗ про наявність в них циркуляції вірусу Зіка, не збільшилась. Німеччина та Іспанія повідомили про перші випадки хвороби, яку до цих країн завезли мандрівники з Мальдів. Кількість територій та країн, що повідомили про зареєстровані на їхніх теренах випадки народження немовлят із мікроцефалією, яку пов'язують з вірусом Зіка, та кількість країн, які відмітили на своїх теренах випадки розвитку синдрому Гієна — Барре, що пов'язують з циркуляцією вірусу, залишилась на попередньому рівні.
Станом на 6 жовтня 2016 року за попередній тиждень спостережень за перебігом пандемії кількість країн та територій, які повідомили ВООЗ про наявність в них циркуляції вірусу Зіка, не збільшилась. Згідно проведених медичних розслідувань визначено, що у 67 країнах передача вірусу Зіка на їх теренах з'явилась після 2015 року. 22 території та країни повідомили, що на їхніх теренах зареєстровані випадки народження немовлят із мікроцефалією, яку пов'язують з вірусом Зіка. Таїланд це зробив вперше. 20 країн або територій відмітили на своїх теренах випадки синдрому Гієна — Барре, що пов'язують з циркуляцією вірусу. Мексика про таке повідомила вперше.
Станом на 20 жовтня 2016 року за 2 попередні тижні спостережень за перебігом пандемії кількість країн та територій, які повідомили ВООЗ про наявність в них циркуляції вірусу Зіка, не збільшилась. Згідно проведених медичних розслідувань визначено, що у 67 країнах передача вірусу Зіка на їх теренах з'явилась після 2015 року. 23 території та країни повідомили, що на їхніх теренах зареєстровані випадки народження немовлят із мікроцефалією, яку пов'язують з вірусом Зіка. Гренада це зробила вперше. В'єтнам продовжує досліджувати випадок народження дитини з мікроцефалією на своїй території на предмет можливості приналежності до дії вірусу Зіка. Кількість країн або територій, які відмітили на своїх теренах випадки синдрому Гієна — Барре, що пов'язують з циркуляцією вірусу, за період спостереження не збільшилась.
Станом на 3 листопада 2016 року з 21 вересня кількість країн та територій, які повідомили ВООЗ про наявність в них циркуляції вірусу Зіка, не збільшилась. 26 територій та країн повідомили, що на їхніх теренах зареєстровані випадки народження немовлят із мікроцефалією, яку пов'язують з вірусом Зіка. Болівія, Тринідад і Тобаго та В'єтнам це зробила вперше. Кількість країн або територій, які відмітили на своїх теренах випадки синдрому Гієна — Барре, що пов'язують з циркуляцією вірусу, за період спостереження не збільшилась.
Станом на 10 листопада 2016 року 75 країн та територій повідомили ВООЗ про наявність в них циркуляції вірусу Зіка. З них 69 відмітили, що така передача в них з'явилась після 2015 року. За минулий тиждень спостереження Монтсеррат і Палау сповістили про перші випадки реєстрації хвороби на своїх теренах. Кількість територій та країн, на теренах яких зареєстровані випадки народження немовлят із мікроцефалією, яку пов'язують з вірусом Зіка та таких, які відмітили на своїх теренах випадки синдрому Гієна — Барре, що пов'язують з циркуляцією цього вірусу, за період спостереження не збільшилась.

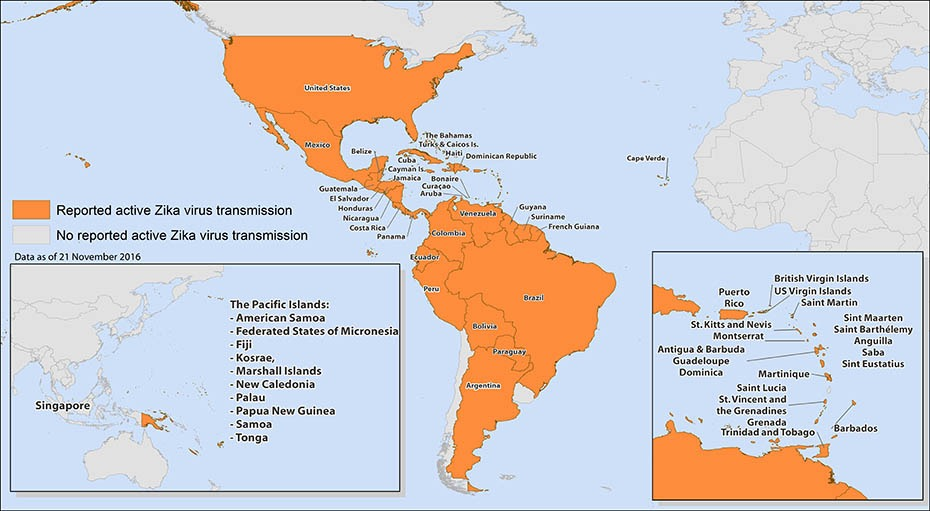
Мапа поширення хвороби. яку спричинює вірус Зіка станом на 24 листопада 2016.

Станом на 17 листопада 2016 року кількість країн та територій, що повідомили ВООЗ про наявність в них циркуляції вірусу Зіка, за тиждень спостереження не змінилась — 75. З них 69 відмітили, що така передача в них з'явилась після 2015 року. Вже 28 країн та територій повідомили ВООЗ, що на їхніх теренах зареєстровані випадки народження немовлят із мікроцефалією, яку пов'язують з вірусом Зіка. Аргентина та Гваделупа це зробили вперше. Кількість країн та територій, які відмітили на своїх теренах випадки синдрому Гієна — Барре, що пов'язують з циркуляцією цього вірусу, за тиждень спостереження не збільшилась — 20.

### 5-е засідання Комітету Міжнародних медико-санітарних правил з питань хвороби, яку спричинює вірус Зіка
18 листопада 2106 року відбулось у режимі телеконференції 5-те засідання Комітету Міжнародних медико-санітарних правил з питань хвороби, яку спричинює вірус Зіка. Комітет був поінформований про виконання тимчасових рекомендацій, виданих Генеральним директором ВООз за рекомендацією чотирьох попередніх засідань. Комітет є в курсі останніх подій стосовно вірусу Зіка: зміни географічного поширення, природної історії, епідеміології, появи мікроцефалії та інших неонатальних ускладнень, пов'язаних з цим вірусом, синдрому Гієна-Барре і сучасних знань про статевий шлях передачі вірусу. Представники організацій охорони здоров'я Бразилії, Таїланда і Сполучених Штатів Америки надали інформацію про мікроцефалію, синдром Гієна-Барре та інші неврологічні порушення, що виникли в їхніх країнах при поширенні вірусу Зіка. Оскільки дослідження на сьогодні продемонстрували зв'язок між вірусною інфекцією Зіка і мікроцефалією, Комітет зауважив, що надійний довгостроковий технічний механізм на даний час потрібен для управління глобальними заходами у відповідь.
Загалом Комітет зробив висновок, що хвороба, яку спричинює вірус Зіка, продовжує бути такою подією, що виявила здатність чинити серйозний вплив на здоров'я населення і може швидко поширюватися в міжнародних масштабах та внесена до переліку подій, які спричинили та мають високу здатність і надалі спричиняти надзвичайну ситуацію в галузі охорони здоров'я, але на сьогодні вже є контрольованою ситуацією.
Багато аспектів цього захворювання і пов'язані з ними наслідки все ще залишаються нерозв'язаними, що найкраще може бути вирішено за допомогою стійкого дослідження. Комітет рекомендував, що це повинно перерости в стійку програму роботи з виділеними ресурсами для повного вирішення характеру захворювання і пов'язаних з ним наслідків. Комітет зауважив, що впроваджені раніше тимчасові рекомендації справили свій ефект. Крім того Комітет погодився з планом ВООЗ стосовно хвороби, яку спричинює вірус Зіка, стосовно встановлення механізму реагування в довгостроковій перспективі, який забезпечить опанування стратегічних цілей, які вже визначені в плані стратегічного реагування. На основі цього засідання Генеральний директор ВООЗ Маргарет Чен оголосила про закінчення цієї надзвичайної ситуації в області суспільної охорони здоров'я. Генеральний директор дала доручення про перевидання тимчасових рекомендацій від попередніх засідань Комітету, які будуть включені в механізм довгострокового реагування.

### Подальший перебіг пандемії
Навіть після того, як ВООЗ змінила статус хвороби, яку спричинює вірус Зіка продовжується спостереження за пандемією. Відзначено, що з 17 грудня 2016 року станом на 1 грудня кількість країн та територій, що повідомили ВООЗ про наявність в них циркуляції вірусу Зіка, за цей термін спостереження не змінилась — 75. З них 69 відмітили, що така передача в них з'явилась після 2015 року. Так само не змінилась кількість країн та територій, що повідомили ВООЗ, що на їхніх теренах зареєстровані випадки народження немовлят із мікроцефалією, яку пов'язують з вірусом Зіка. Їх на цей момент 28. Кількість країн та територій, які відмітили на своїх теренах випадки синдрому Гієна — Барре, що пов'язують з циркуляцією цього вірусу, за цей термін спостереження збільшилась до 21. Болівія про це повідомила вперше.
Станом на 8 грудня 2016 року кількість країн та територій, що повідомили ВООЗ про наявність в них циркуляції вірусу Зіка, за тижневий термін спостереження не змінилась — 75. З них 69 відмітили, що така передача в них з'явилась після 2015 року. Кількість країн та територій, що повідомили ВООЗ, що на їхніх теренах зареєстровані випадки народження немовлят із мікроцефалією, яку пов'язують з вірусом Зіка збільшилась до 29. Нікарагуа повідомила про це вперше. Кількість країн та територій, які відмітили на своїх теренах випадки синдрому Гієна — Барре, що пов'язують з циркуляцією цього вірусу, за цей термін спостереження не змінилась — 21. Велика Британія повідомила про перший випадок статевої передачі вірусу жителю країни, який не мав протягом останніх 6 місяців поїздок до регіонів циркуляції вірусу Зіка, від статевого партнера, який у ці регіони виїздив.
Станом на 29 грудня 2016 року кількість країн та територій, що повідомили ВООЗ про наявність в них циркуляції вірусу Зіка, з 8 грудня не змінилась — 75. З них 69 відмітили, що така передача в них з'явилась після 2015 року. Кількість країн та територій, що повідомили ВООЗ, що на їхніх теренах зареєстровані випадки народження немовлят із мікроцефалією, яку пов'язують з вірусом Зіка, не змінилася — 29. Кількість країн та територій, які відмітили на своїх теренах випадки синдрому Гієна — Барре, що пов'язують з циркуляцією цього вірусу, за цей термін спостереження збільшилась до 22. Сінт-Мартен сповістив про це вперше.
Станом на 18 січня 2017 року кількість країн та територій, що повідомили ВООЗ про наявність в них циркуляції вірусу Зіка 29 грудня 2016 року, збільшилась до 76. Ангола про це повідомила вперше. Кількість країн та територій, що повідомили ВООЗ, що на їхніх теренах зареєстровані випадки народження немовлят із мікроцефалією, яку пов'язують з вірусом Зіка, не змінилася — 29. Кількість країн та територій, які відмітили на своїх теренах випадки синдрому Гієна — Барре, що пов'язують з циркуляцією цього вірусу, за цей термін спостереження не змінилась — 22.
Станом на 9 березня 2017 року кількість країн та територій, що повідомили ВООЗ про наявність в них циркуляції вірусу Зіка у попередньому повідомленні, не збільшилась — 76. Кількість країн та територій, що повідомили ВООЗ, що на їхніх теренах зареєстровані випадки народження немовлят із мікроцефалією, яку пов'язують з вірусом Зіка, збільшилась до 31. Мексика та Сен-Мартен про це повідомили вперше. Кількість країн та територій, які відмітили на своїх теренах випадки синдрому Гієна — Барре, що пов'язують з циркуляцією цього вірусу, збільшилась до 24. Кюрасао та Тринідад і Тобаго про це повідомили вперше.
Станом на 15 травня 2017 року ВООЗ повідомила, що в штаті Гуджарат, Індія, підтверджено лабораторно 3 випадки хвороби, яку спричинює вірус Зіка. розпочаті необхідні протиепідемічні заходи.